# 재방어
재방어(Scomberomorus sinensis)는 고등어목 고등어과에 속하는 물고기이다. 몸길이는 2m에 몸무게는 80kg인 대형어류에 속한다.

## 특징과 먹이
재방어는 이름에 방어가 들어가지만 전갱이목 전갱이과에 속하는 방어와는 다르게 고등어목 고등어과에 속하는 어류이다. 삼치속에 속하는 물고기이며 같은 고등어과의 물고기인 삼치와 대체적으로 비슷하지만 뚜렷한 반문의 무늬가 없고 혀에도 이빨이 있는 차이점이 있다. 꼬리지느러미의 뒷부분은 반달의 모양이며 등지느러미는 2개이다. 이 중에서 제2의 등지느러미는 상어와 같이 높게 솟구쳐 있고 측선은 제1등지느러미의 뒤끝 아래에서 급히 구부러지며 제2등지느러미 앞에서 측선의 중앙선 아래로 내려가 물결의 모양을 하면서 꼬리자루에 이른다.
몸은 작은 비늘로 뎦여 있으며 부레가 존재하고 옆줄을 토대로 등쪽은 녹색이나 푸른색을 띄며 배는 은색을 띈다. 아직 어린 유어인 경우에는 안장 모양의 얼룩도 있으며 위턱과 아래턱에는 날카로운 이빨도 나있다. 먹이로는 멸치, 청어, 정어리, 꽁치와 같은 작은물고기들과 오징어와 같은 두족류, 갑각류를 잡아먹는 육식성물고기에 속한다.

## 서식지와 어획
재방어의 주요한 서식지는 태평양과 인도양이 있으며 대한민국, 일본, 남중국해, 대만에서 가장 많은 개체수가 서식하고 있다. 재방어 가운데 일부는 메콩강으로 유입되기도 한다. 제주도의 연안에도 자주 출몰하는 어종이며 수심 10~50m의 연안에서 서식하는 표해수대의 어류이다.
재방어는 식용으로도 이용이 되는 어종이며 다만 이빨이 상당히 날카롭고 혀에도 이빨이 있는 어종인만큼 살아있는 개체를 다룰 때는 주의를 요구한다. 재방어는 주로 회나 매운탕으로 가장 많이 식용하는 어종이다.

## 같이 보기
- 고등어목
- 고등어과